# Петушков, Сергей Георгиевич
Сергей Георгиевич Петушков (род. 31 октября 1959, пос. Капустин Яр, Ахтубинский район, Астраханская область) — советский и казахстанский футболист, нападающий. Тренер.

## Биография
Родился 31 октября 1959 года в посёлке Капустин Яр Ахтубинского района Астраханской области. Отец — Георгий Васильевич Петушков, военный и спортсмен-любитель. В 1966 году семья переехала в город Колпашево Томской области. В школьные годы увлекался различными видами спорта, включая футбол и баскетбол. Играл за школьную футбольную команду, затем за городские футбольные команды «Юность», «Авиатор» и сборную города, а также за баскетбольную команду «Авиатор».
С 1979 по 1981 год учился в Омском лётно-техническом училище гражданской авиации по специальности «техник приборного оборудования».
Играл за талды-курганскую команду «Жетысу», целиноградский «Целинник» и сборную Казахстана. С 2000 по 2001 год на тренерской работе в «Жетысу».
В 2002 году вернулся в Колпашево, работал играющим тренером футбольного клуба «Колпашево». С 2006 по 2015 год — главный специалист по спорту в местной администрации.
В 2009 году получил высшее юридическое образование в Новосибирском государственном аграрном университете.
Большая часть игровой карьеры Петушкова прошла в «Жетысу». В чемпионатах СССР в составе семиреченцев провел 255 игр, забив 81 мяч. Был лучшим бомбардиром «Жетысу» в сезонах 1982 (14 голов) и 1989 (16 голов).
В высшей лиге чемпионата Казахстана за «Жетысу» сыграл 30 игр, забил 1 мяч.
По окончании карьеры работал тренером в «Жетысу». В 2000 году — в качестве главного тренера (до июля). До конца сезона и следующий сезон — в качестве тренера.